# José Manuel Calderón (músico)
José Manuel Calderón (n. 9 de agosto de 1941) es un músico dominicano identificado como una de las figuras pioneras en el desarrollo del género bachata, cuyas primeras grabaciones se remontan a inicios de la década de 1960. Su estilo vocal y su interpretación se asocian con las características expresivas iniciales del género. Asimismo, introdujo variaciones en la instrumentación tradicional, como la inclusión del piano, los violines y la güira en sustitución de las maracas.
Ha desarrollado su carrera tanto en la República Dominicana como en el extranjero, particularmente en la ciudad de Nueva York, donde contribuyó a la difusión del género en el contexto migratorio. Con un catálogo que supera las 60 producciones discográficas, Calderón ha continuado activo en la grabación y distribución de su música de forma independiente. En 2009 recibió el Premio Casandra (hoy Premios Soberanos) al Mérito en reconocimiento a su trayectoria y sus aportes a la música popular dominicana.

## Biografía
José Manuel Calderón nació el 9 de agosto de 1941 en Las Charcas, provincia de Azua, República Dominicana. Aunque nació en esa localidad, se identifica con San Pedro de Macorís, lugar de origen de su madre y donde residió durante su infancia hasta aproximadamente los 10 años. Es hijo de Hilda Fé Carbuccia de Calderón y Luis María Calderón Peña. Desde temprana edad mostró interés por la música, especialmente influenciado por el entorno familiar, en el que su madre interpretaba guitarra y canciones populares. Se señala que ella le proporcionó su primera guitarra y le ofreció apoyo en su formación musical.
El 30 de mayo de 1962, poco después de la caída del régimen de Rafael Leónidas Trujillo, Calderón grabó sus primeros sencillos titulados “Condena” y “Borracho de amor” en los estudios de Radiotelevisión Dominicana. Estas grabaciones son reconocidas como las primeras en establecer la bachata como un género musical comercial en el país. A partir de ese momento, varios de sus sencillos obtuvieron notoriedad en el ámbito nacional.
Su carrera atrajo la atención del productor y empresario cubano Mateo San Martín, fundador de la disquera Kubaney, quien lo contrató tras evaluar su proyección musical en Puerto Rico y la República Dominicana. Con dicha disquera, Calderón realizó cinco producciones antes de trasladarse a la ciudad de Nueva York en 1967, donde continuó desarrollando su carrera artística dentro del circuito latinoamericano. En esta etapa, mantuvo vínculos con músicos destacados como Felipe Rodríguez y Yomo Toro.
Durante su estadía en Estados Unidos, grabó con sellos como Kubaney y BMC. Años más tarde regresó a la República Dominicana, donde encontró que la bachata era un género asociado a sectores populares y con escasa difusión en los medios de comunicación, limitándose principalmente a Radio Guarachita. Posteriormente, se estableció nuevamente en Nueva York, donde el género comenzaba a consolidarse entre la creciente comunidad dominicana, particularmente en el sector de Washington Heights.
A lo largo de su trayectoria, Calderón ha producido más de 60 grabaciones. En 2017 presentó un álbum titulado Payasó. Algunas de sus composiciones han sido versionadas por artistas como Víctor Víctor y Wilfrido Vargas. Asimismo, su obra ha sido objeto de homenajes, como una producción musical realizada en Puerto Rico por Javish, integrante del Conjunto Quisqueya. Los aportes de Calderón han sido documentados en diversas publicaciones sobre el origen y desarrollo de la bachata.

## Discografía Sus Temas
- Recordando Tu Amor (1960)

1. Recordando tu amor.
2. Lágrimas de amor.
3. Falsa.
4. No te vayas.
5. No la perdone.
6. Corazón loco.
7. Más tragos.
8. Vacío.
9. Prisionero de tus brazos.
10. Besos inolvidables.
11. Su traición.
12. Nací para amarte.

- Sus Éxitos (1960)

1. Te perdono.
2. Borracho de amor.
3. ¿Por qué dudas?
4. Lágrimas de sangre.
5. Serpiente humana.
6. Muchacha linda.
7. Vuelve otra vez.
8. Quema esas cartas.
9. Dame un gajito.
10. Delito mortal.
11. Condena.
12. Las huellas de mis besos.

- Este Es José Manuel Calderón Vol. 1 (1962)

1. Lágrimas de sangre.
2. Muchacha linda.
3. Serpiente humana.
4. Te perdono.
5. Nuestro amor.
6. Llanto a la luna.
7. Borracho de amor.
8. Quema esas cartas.
9. Vano empeño.
10. Yo no soy dichoso.
11. Herida imborrable.
12. Perdóname.

- Con la Misma Moneda (1966)

1. Con la misma moneda.
2. Amarnos para siempre.
3. Prisionera de Luzbel.
4. Dos rosas.
5. Donde quiera que estés.
6. Borremos el pasado.
7. Amorcito de mi alma.
8. Ven.
9. Amor sobrado.
10. Algo diferente.
11. El corazón no miente.
12. Imposible.

- José Manuel Calderón y Sus Éxitos (1966)

1. Te desafío.
2. Los dos perdimos.
3. Si volvieras.
4. Arrepentimiento.
5. Vida miserable.
6. Dime qué pasó.
7. Mis deseos.
8. Llamada de amor.
9. Si volvieras.
10. Recordando tu amor.
11. Perderte o morir.
12. Cobarde.

- Más Éxitos de José Manuel Calderón (1966)

1. Llamarada.
2. Muchachita.
3. Si no puedo ser de ti.
4. Adiós, pedacito de mi alma.
5. Si pudieras llorar.
6. Desilusión.
7. El Redentor.
8. Falsa.
9. Plegaria.
10. No me interesa.
11. Desdichado.
12. Sálvame.

- Qué será de mi (Condena) (1968)

1. Qué será de mi (Condena).
2. Yo te compro el corazón.
3. Bendición celestial.
4. Tu promesa de amor.
5. Tú me llamas cobarde.
6. Tu fracaso.
7. Mi vida es tuya.
8. Por orgullo y vergüenza.
9. No me olvides.
10. Vuelve otra vez.

- El Romántico (1974)

1. Resignación.
2. Notas de una canción.
3. Suelta esa copa.
4. Entrega.
5. Desengaño.
6. Desprecio.
7. No desespere.
8. Triste lucha.
9. Huella de dolor.
10. Solo Dios.